# 谷原菜月
谷原菜月／谷原夏樹（日語：たにはらなつき，8月18日—）是日本女性插畫家、漫畫家。出生於山口縣，住在埼玉縣。主要工作為成人向美少女遊戲原畫、輕小說插畫等。原來隷屬於CIRCUS，目前隷屬於EDEN'S NOTE。代表作品是《初音島》系列。

## 作品列表

### 美少女遊戲
CIRCUS
- 初音島※第一作以外
  - 初音島Plus Situation
- 初音島II
- 初音島III
- Eternal Fantasy
- Homemaid Sweets
- C.D.Christmas Days
- CircusLand I
- C.D.C.D.2
- D.S. -Dal Segno-
- D.S. i.F. -Dal Segno-in Future
- Tenpure!!
- 初音島4

CIRCUS以外
- PrismRhythm - Lump of Sugar
- Canvas3 ～白銀的肖像～ - F&C
  - VALENTINE PINK - F&C
  - Canvas3 ～淡色的粉彩～ - GN Software
  - Canvas3 ～七色的奇蹟～ - GN Software
- - PajamasSoft
- fortissimo//Akkord:Bsusvier - La'cryma
  - fortissimo EXS//Akkord:nächsten Phase
- SAKURA ～雪月華～ - PrincessSoft
- 偵探歌劇 少女福爾摩斯 - Bushiroad
- - FOUNDATION
- 花姬＊絕對！ - mirai
- SPIRAL!! - Navel

### 漫畫
- D.C. ～青春戀歌～ - 《初音島》改編漫畫，全2集，角川書店發行，長鴻出版社代理臺灣中文版
- D.C.S.G. - Cherish名義，全3集

### 輕小說
- 美少女文庫
  -  - 三日月紅月作[2]
  -  - 若月光作[3]
  -  - 箕崎准作
  -  - 嵩夜あや作
  -  - 雨野智晴作
- MF文庫J
  - 歌姬少女的創樂譜 - 雨野智晴作，東立出版社代理[4]
- 講談社輕小說文庫
  - 桃音夕音的輕小說日記（桃音しおんのラノベ日記） - 朝野始作，東立出版社代理

## 備註
1. ↑  博客來書籍館>D.C. ~ 青春戀歌 ~ 1[永久]
2. ↑  .   [2013-02-04]. （原始内容存档于2013-02-16）.
3. ↑  .   [2013-02-04]. （原始内容存档于2013-08-28）.
4. ↑  .   [2013-02-04]. （原始内容存档于2013-01-08）.

## 外部連結
- 官方網站（页面存档备份，存于）
- 谷原菜月的X（前Twitter）